# Уразов, Дмитрий Васильевич
Дмитрий Васильевич Уразов (1871—?) — земский врач, член Государственной думы II созыва от Воронежской губернии.

## Биография
По происхождению дворянин. Выпускник медицинского факультета Московского университета. Служил Земским врачом. Состоял во Всероссийском крестьянском союзе.
7 февраля 1907 года избран в Государственную думу II созыва от общего состава выборщиков Воронежского губернского избирательного собрания. Вошёл в состав Трудовой группы и фракции Крестьянского союза. Был членом думкой бюджетной комиссии,  и комиссии по запросам. Избран секретарём продовольственной комиссии Думы. Выступил с предложением о безотлагательном избрании комиссии об амнистии.
Весной 1913 года приглашён Звенигородской уездной земской управой на должность второго врача Звенигородской земской лечебницы.  
12-15 августа 1917 года принимал участие в работе Государственного совещания в Москве.
Детали дальнейшей судьбы и дата смерти неизвестны.

### Архивы
- Российский государственный исторический архив. Фонд 1278. Опись 1 (2-й созыв). Дело 447.